# Кац, Григорий Михайлович
Григорий Михайлович Кац (1907, Ростов-на-Дону — 1941, под Вязьмой) — русский советский поэт и переводчик, драматург, журналист, военный корреспондент.

## Биография
Начал публиковаться в 1924 году. Был первым редактором ростовского радио, а с конца 1920-х годов — одним из руководителей Ростовской и Северо-Кавказской организации Российской ассоциации пролетарских писателей. Был близким другом поэта Вениамина Жака. В 1934 году стал делегатом Первого Всесоюзного съезда советских писателей. Печатался как в ростовских изданиях, так и в центральных журналах «Октябрь», «Красная новь», «Молодая гвардия».
Первый сборник стихов «Распахнувшийся мир» вышел в 1928 году, затем опубликовал ещё несколько сборников стихов и книгу очерков. Был членом редколлегии «Альманаха писателей Азово-Черноморья» (1935—1937). В его переводе с адыгейского вышел сборник стихов Ахмеда Хаткова «Мужество» (Ростов-на-Дону: Ростиздат, 1938). В 1941 году Михаил Штительман и Григорий Кац написали пьесу «Твой добрый друг», которая в том же году была поставлена в театре Ленинского комсомола.
В начале Великой Отечественной войны ушёл на фронт добровольцем, осенью 1941 года был направлен политруком в состав редакции военной газеты «К победе!» 19-й армии, в которую входил ряд ростовских писателей и журналистов, в том числе Михаил Штительман и Григорий Гридов. Когда в октябре 1941 года 19-я армия оказалась в окружении, погиб в одном из боёв под Вязьмой.

## Книги
- Распахнувшийся мир. Ростов-на-Дону: Северо-Кавказское отделение ВАППа, 1928.
- Песня о моей стране: Стихи. Ростов-на Дону: Северный Кавказ, 1932.
- Молодая песня стариков. Ростов-на-Дону: Северный Кавказ, 1933.
- Мы открываем утро. Ростов-на-Дону: Азчериздат, 1934.
- Ростовский драматический театр имени Максима Горького (сборник статей, составитель). Ростов-на-Дону: Азчериздат, 1935.
- Мы открываем утро. М., Гослитиздат, 1936.
- Сад: Стихи. Ростов-на-Дону: Азчериздат, 1936.
- Сборник массовых песен (составитель). Ростов-на-Дону: Азово-Черноморское краевое книгоиздательство, 1936.
- Парус под ветром. Ростов-на-Дону: Ростиздат, 1938.
- Счастье быть молодым (очерки, с М. Е. Штительманом). Ростов-на-Дону: Ростиздат, 1938.
- Дороги: Стихи. Ростов-на-Дону: Ростиздат, 1940.
- Твой добрый друг: лирическая комедия в трёх актах, девяти картинах (с М. Е. Штительманом). М.—Л.: Искусство, 1942.
- Избранное. Стихи. Ростов-на-Дону, 1959.
- Поэзия Дона. Ростов-на-Дону: Ростовское книжное издательство, 1967.